# Sharon Duncan-Brewster
Sharon Duncan-Brewster (Londra, 8 febbraio 1976) è un'attrice britannica.

## Biografia
Ha iniziato la sua carriera da attrice nel 1991, nella serie TV 2point4 Children. Successivamente, ha fatto delle apparizioni in alcune serie televisive tra cui Grange Hill, Metropolitan Police e Starting Out. Nel 1998, ha recitato in un episodio di Maisie Raine e di Body Story. Dal 1999 al 2002, ha interpretato Crystal Gordon nella serie della ITV, Bad Girls. Nel 2001, debutta al cinema con Love Is Not Enough. Nel 2005, recita in Imagine Me & You, diretto da Ol Parker, e interpreta Sarah Baker in un episodio di Waking the Dead. Nel 2008, interpreta Yvonne in Three and Out e l'anno seguente prende parte ad una puntata di Doctor Who e a 15 episodi della soap opera della BBC, EastEnders. Nel 2016, ha recitato in Rogue One: A Star Wars Story, il primo film della serie Star Wars Anthology. Nel 2019, ha recitato in tutti gli episodi della miniserie TV Years and Years, con Emma Thompson. Inoltre, dal 2019 al 2020, ha recitato in Sex Education. Nel 2021, ha interpretato la dottoressa Liet Kynes nel film diretto da Denis Villeneuve, Dune. Nel 2022 ha dato il volto ad una versione femminile del professor Moriarty in Enola Holmes 2.

## Filmografia

### Attrice

#### Cinema
- Love Is Not Enough, regia di Mark Norfolk (2001)
- Imagine Me & You, regia di Ol Parker (2005)
- Shoot the Messenger, regia di Ngozi Onwurah (2006)
- Three and Out, regia di Jonathan Gershfield (2008)
- Blooded, regia di Edward Boase (2011)
- Rogue One: A Star Wars Story, regia di Gareth Edwards (2016)
- Dune, regia di Denis Villeneuve (2021)
- Enola Holmes 2, regia di Harry Bradbeer (2022)
- Earth Mama, regia di Savanah Leaf (2023)
- Ballerina, regia di Len Wiseman (2025)

#### Televisione
- 2point4 Children – serie TV, episodio 1x04 (1991)
- Starting Out – serie TV, episodio 7x01 (1992)
- Grange Hill – serie TV, episodio 15x13 (1992)
- Between the Lines – serie TV, episodio 1x01 (1992)
- Metropolitan Police (The Bill) – serie TV, 2 episodi (1992-1996)
- Hope I Die Before I Get Old, regia di Bob Blagden - film TV (1993)
- Backup – serie TV, episodio 1x07 (1995)
- Maisie Raine – serie TV, episodio 1x01 (1998)
- Body Story – serie TV, episodio 1x02 (1998)
- Casualty – serie TV, episodio 14x08 (1999)
- Bad Girls – serie TV, 44 episodi (1999-2002)
- Babyfather – serie TV, 2 episodi (2002)
- Holby City – serie TV, 3 episodi (2004-2010)
- Waking the Dead – serie TV, 2 episodi (2005)
- Doctors – serial TV, 2 puntate (2005-2007)
- Coming Up – serie TV, episodio 5x08 (2007)
- EastEnders – serial TV, 15 puntate (2009)
- Doctor Who – serie TV, episodio L'acqua di Marte (2009)
- Top Boy – serie TV, 8 episodi (2011-2013)
- La Bibbia (The Bible) - miniserie TV, puntata 3 (2013)
- The Mimic – serie TV, 4 episodi (2013-2014)
- Cucumber – miniserie TV, 2 puntate (2015)
- Unforgotten – serie TV, episodio 1x06 (2015)
- Cuffs – miniserie TV, episodio 1x04 (2015)
- The Boy with the Topknot, regia di Lynsey Miller – film TV (2017)
- The Long Song – miniserie TV, 2 puntate (2018)
- Years and Years, regia di Simon Cellan Jones e Lisa Mulcahy - miniserie TV (2019)
- Sex Education – serie TV, 8 episodi (2019-2020)
- Intergalactic – serie TV, 8 episodi (2021)
- The Swarm - Il quinto giorno (Der Schwarm) - serie TV, 8 episodi (2023)
- Andor – serie TV, episodio 2x12 (2025)
- Washington Black, regia di Maurice Marable ,   Wanuri Kahiu  e   Rob Seidenglanz – miniserie TV (2025)

#### Cortometraggi
- A Blues for Nia, regia di Dawn Walton (2012)
- Class 15, regia di Dean Leon Anderson (2016)
- Mockingbird, regia di Christopher Chuky (2017)
- Alien: Containment, regia di Chris Reading (2019)
- Snowflakes, regia di Faye Jackson (2019)

### Doppiatrice
- Rastamouse - serie TV, 23 episodi (2011-2015)
- FIFA 17 - videogioco (2016)
- FIFA 18 - videogioco (2017)
- FIFA 19 - videogioco (2018)
- Star Wars: The Bad Batch - serie TV, episodio 2x07 (2023)

## Doppiatrici italiane
Nelle versioni in italiano delle opere in cui ha recitato, Sharon Duncan-Brewster è stata doppiata da:
- Laura Romano in Rogue One: A Star Wars Story, Intergalactic, Dune, The Swarm - Il quinto giorno, Andor, Washington Black
- Mattea Serpelloni in Sex Education
- Claudia Catani in Ballerina